# Rita Chowdhury
Rita Chowdhury, née le 20 août 1960 dans le district de Tirap en Inde, est une poétesse et romancière indienne dans la littérature assamaise, lauréate du prix Sahitya Akademi,.
Plusieurs de ses romans sont primés. Ils reflètent le mode de vie en Assam, ainsi que l'histoire et les légendes assamaises, avec des accents moraux et féministes. Elle publie aussi des recueils de poèmes, divers écrits, et réalise un film documentaire également primé.
Elle est professeure agrégée au département de science politique du Cotton College, à Guwahati, en Assam, et directrice des éditions indiennes National Book Trust. Elle est également l'épouse du ministre Chandra Mohan Patowary.

## Biographie

### Jeunesse et formation
Fille du célèbre écrivain Biraja Nanda Chowdhury et de la travailleuse sociale Shri Molina Chowdhury, Rita Chowdhury naît à Nampong dans le district de Tirap en Arunachal Pradesh. Elle effectue sa scolarité à l'école Upper Haflong LP et à l'école secondaire supérieure de l'école secondaire publique Margherita. Elle obtient son BA en sciences politiques du Cotton College de l'Université Gauhati en 1982. Elle est double MA en sciences politiques et assamais de l'Université de Gauhati avec LLB (1990) et Ph.D. Elle passe un doctorat à l'Université Gauhati sur la littérature comparée en 2005. Sa thèse porte sur la psychologie de la société et des femmes décrite dans les romans de Nirupama Borgohain et d'Ashapurna Devi.
Rita Chowdhury rejoint Jatiyatabadi Juba Chatra Parishad, une importante organisation étudiante de l'Assam à l'âge de seulement dix-huit ans et elle en devient l'un des membres éminents pendant l'agitation de l'Assam. Elle est arrêtée et incarcérée à Guwahati, Dibrugarh puis à la prison de Guwahati pendant près de trois mois.
Rita Chowdhury commence sa carrière d'enseignante en tant que chargée de cours en sciences politiques au Diphu Government College, à Karbi Anglong, de 1989 à 1991. Elle est ensuite enseignante de 1991 à 1996 puis maître de conférences de 1996 à 2001 au Cotton College, à Guwahati, en Assam. Elle y est professeure agrégée au département de science politique depuis 2001.
Elle est directrice des éditions indiennes National Book Trust.

### Vie de famille
Rita Chowdhury épouse Chandra Mohan Patowary, futur ministre des Transports et de l'Industrie de l'Assam. Elle a un fils et une fille.

### Carrière littéraire
Le premier roman de Rita Chowdhury est Abirata Jatra (Voyage continu), publié en 1981, qui remporte le premier prix dans un concours organisé par Asom Sahitya Sabha sur la situation assamaise contemporaine. Elle a écrit ce roman alors qu'elle devait entrer dans la clandestinité pendant le mouvement Assam.
Ce premier roman Abirata Jatra (Voyage incessant) est publié sous un titre reflétant son voyage dans le monde littéraire assamais. Elle reçoit le prix Asom Sahitya Sabha en 1981 pour ce tout premier roman. Même après avoir obtenu un poste de maître de conférences en sciences politiques à l'université Cotton de Guwahati, Rita Chowdhury est reconnue comme femme de lettres.
Après Abirata Jatra, Chowdhury a écrit une série d'autres romans qui sont Tirthabhumi (Le sanctuaire) en 1988, Maha Jibanar Adharshila (Pierre de fondation de la grande vie) en 1993, Nayana Tarali Sujata en 1996, Popiya Torar Xadhu (Conte d'une étoile filante) en 1998, Rag-malkosh (Cellules de colère) en 1999, Jala-Padma (District Padma) en 1999, Hridoy Nirupai (Le Cœur impuissant) en 2003, Deo Langkhui (L'épée divine) en 2005, Makam (Tombeau) en 2010 et Mayabritta (Enchanté) en 2012. Chacun de ses romans est une représentation de certains aspects importants de la société.
Elle reçoit le prix Sahitya Akademi en 2008 pour le roman Deo Langkhui basé sur les Tiwas d'Assam. Reposant sur une trame historique mais surtout légendaire, l'intrigue de ce roman est construite d'une manière qui peut facilement être identifiée comme le début d'un récit légendaire, bien que les traditions et la réalité se confondent.
Makam (মাকাম), création marquante de sa carrière littéraire, est traduite en anglais sous le titre Chinatown Days (Jours de Chinatown). Ce roman est bien accueilli par la critique en Inde.
La fiction de Rita Chowdhury reflète la réalité de la vie et de la société. La trame est parfois contemporaine et parfois historique. Il y a un féminisme sous-jacent dans certains de ses romans. La plupart de ses romans sont basés sur une quête.
Elle est la fondatrice de Adharxila, un magazine littéraire mensuel, publié à Guwahati de 2001 à 2002.

## Œuvres

### Romans et nouvelles
- Abirata Jatra (Incessant Journey) en 1981 publié par Bani Mandir, Dibrugarh
- Thirthabhumi (The Shrine) en 1988 publié par Deepti Prakashan, Dibrugarh
- Maha Jibanar Adharshila (Pierre de fondation de la grande vie) en 1993 publié par Jyoti Prakashan, Dibrugarh
- Nayana Tarali Sujata dans (1996), publié par Lawyer's Book Stall, Guwahati
- Popiya Torar Sadhu (Conte d'un météore) en 1998 publié par Cambridge Inde, Guwahati [7]

L'image sale et trompeuse de certains travailleurs du monde de la presse et des journalistes est présentée avec éclat dans le roman Popiya Torar Sadhu. Comment une écrivaine en herbe suit ses rêves et atteint la ville en partant d'un petit village, comment elle est émotionnellement piégée et trompée par une personne perverse et avide qui égare et abuse de la jeune fille innocente est décrit dans le livre. Le faux drame émotionnel de ces coupables à la tête de certains journaux la rend si aveugle qu'elle ignore à plusieurs reprises tous les avertissements incessants de ses amis de rester loin d'eux. Trop d'émotions la rend si faible qu'elle perd le pouvoir de percevoir les vrais coupables. Et le résultat est un grand échec, la mort d'une écrivaine et journaliste à venir qui a été détruite au stade du bourgeon et n'a pas été autorisée à s'épanouir en fleur. C'est une forte tragédie et un avertissement pour rester à l'écart d'acteurs aussi dangereux qui visualisent la vérité avec le cerveau et non par l'esprit.
- Ragmalkosh in (1999), publié par Assam Book Depot, Guwahati
- Jala Padma (Water-Lotus) en 1999 publié par Assam Book Depot, Guwahati
- Hridoy Nirupai (The Helpless Heart) en 2003 publié par Jyoti Prakashan, Guwahati
- Deo Langkhui (The Divine Sword) en 2005 publié par Jyoti Prakashan, Guwahati

Le roman Deo Langkhui dévoile quelques aspects importants de la société Tiwa et une partie de leurs coutumes et traditions. Il présente également la vie du roi Jakanka.
- Ai xomoy Xei Xomoy
- Makam (Le cheval d'or) en 2010 publié par Jyoti Prakashan, Guwahati

Les conditions touchantes et douloureuses du peuple chinois en Assam pendant la guerre d'Indochine de 1962 sont clairement décrites dans Makam.
- Mayabritta (Le cercle de l'illusion du monde) en 2012 publié par Jyoti Prakashan, Guwahati
- Makam (anglais) en 2015 publié par The Pangea House, New Delhi.
- Bibranta Bastab en 2015 publié par The Jyoti Prakashan, Guwahati.

Une fille Gayatri qui a été trompée par un homme malade d'esprit et abandonnée et isolée par la société qui n'a jamais vu la vérité. Plus tard, elle est devenue officier de l'IPS. Un documentaire a été réalisé par elle sur sa propre vie pour montrer comment tout le monde lui a fait du tort et l'a mal comprise.
- Chinatown days  publié en 2018 par Pan Macmillan, New Delhi.

C'est le début du XIXe siècle. La British East India Company a fait venir des esclaves chinois pour travailler dans les plantations de thé de l'Assam. Au milieu de jours de misère et de labeur, ils commencent lentement à trouver de la satisfaction dans leur vie de tous les jours. Dans l'Assam d'après l'indépendance, Mei Lin, descendant de l'esclave Ho Han, partage une vie heureuse avec son mari Pulok Barua. Mais en 1962, alors que la guerre éclate dans le haut Himalaya entre l'Inde et la Chine, un membre de la famille proche conspire pour faire expulser Mei Lin vers la Chine maoïste. Elle et des milliers d'autres Indiens chinois devront désormais se débrouiller seuls sur une terre qui, malgré leurs origines, leur est curieusement étrangère. Des épreuves horrifiées des enclos d'esclaves d'Assam à la guerre sino-indienne, ce roman brûlant raconte l'histoire des Indiens chinois, une communauté condamnée par l'intolérance à l'obscurité et à un chagrin incalculable.

### Poèmes
- Xudoor Nakshatra (The Far-off Star) en 1989, publié par Sofia Publishers, Guwahati.
- Banariya Batahar Xuhuri (Sifflet du vent sauvage) en 1996.
- Alop Pooharar Alop Andharar (Streaks of Light and Darkness) en 1997 publié par Lawyer's Book Stall, Guwahati.
- Boga Matir Tulaxi (Basilic noir sur sol blanc) en 1999 publié par Lawyer's Book Stall, Guwahati.

### Écrits récentes
- Rajeeb Eeshwar
- Jahnavi

### Œuvres en anglais
- The Divided Soul (Coffee Table Book) en 2015 publié par The Pangea House.

### Autres œuvres
- Wars and Tears (documentaire, réalisatrice et scénariste) produit par The Pangea House.

## Récompenses
Rita Chowdhury a reçu un certain nombre de prix et de distinctions littéraires. Parmi ceux-ci, les principales récompenses sont les suivantes :
- Prix Assam Sahitya Sabha (premier prix décerné au concours de manuscrits du roman) en 1981 pour le roman Abirata Yatra[8].
- Prix Kalaguru Bishnu Prasad Rabha par Assam Sahitya Sabha, New Delhi en 2006 pour le roman Deo Langkhui[3].
- Prix Sahitya Akademi, 2008, pour le roman Deo Langkhui[1],[2],[9],[10].
- Lekhika Samoroh Xahitya Bata en 2011 par Sadou Axom lekhika Samoroh Sam Committee.
- Prix GA Kulkarni pour la traduction du roman, Makam en langue marathi en 2013 par l'association Goa Hindu, Mumbai.
- Certificat de mérite Award en 2011 par IDPA, Mumbai, pour le documentaire The Divided Soul.
- Prix d'excellence du meilleur montage pour The Divided Soul (documentaire de Rita Chowdhury) au festival international du film de Mumbai en 2011.

## Félicitations spéciales
- Félicitations de l’Organisation indienne d’outre-mer chinoise le 23 mai 2010.

## Recherches
- La diaspora chinoise et la guerre sino-indienne de 1962.
- Histoire du thé de l'Assam.
- Communauté de thé d'Assam.
- Tribu Tiwa d'Assam.
- La communauté chinoise assamaise.
- Migration forcée en Inde après la partition.